# Kanagawa (Kanagawa)
Kanagawa (japanisch Kanagawa-machi Japanische Schrift 神奈川町) war eine Stadt (-machi) im Landkreis (-gun) Tachibana der japanischen Präfektur (-ken) Kanagawa. Als moderne Gemeinde bestand sie von der Einführung der Gemeinden 1889, als sie die vormodernen Städte Aoki, Kanagawa und einen Teil des Dorfes Shibō vereinigte (芝生村 Shibō-mura; homophon mit 死亡 shibō, Tod, der Name des dabei entstandenen Ortsteils wurde später auf Bürgerwunsch vom Stadtparlament von Yokohama in Sengen-chō geändert). 1901 wurde sie in die Hauptstadt von Kanagawa, die kreisfreie Stadt (-shi) Yokohama, eingemeindet. Kanagawa war auch Sitz der Kreisverwaltung von Tachibana; diese wurde 1901 in die Stadt (-machi) Kawasaki verlegt.
Das Gebiet der Stadt Kanagawa erstreckte sich in den heutigen Bezirken (-ku) Kanagawa und Nishi (West) von Yokohama.